# Ruschioideae
Die Ruschioideae sind eine Unterfamilie der Pflanzenfamilie der Mittagsblumengewächse (Aizoaceae) innerhalb der Ordnung der Nelkenartigen (Caryophyllales). Sie ist die gattungsreichste Unterfamilie der Familie.

## Beschreibung

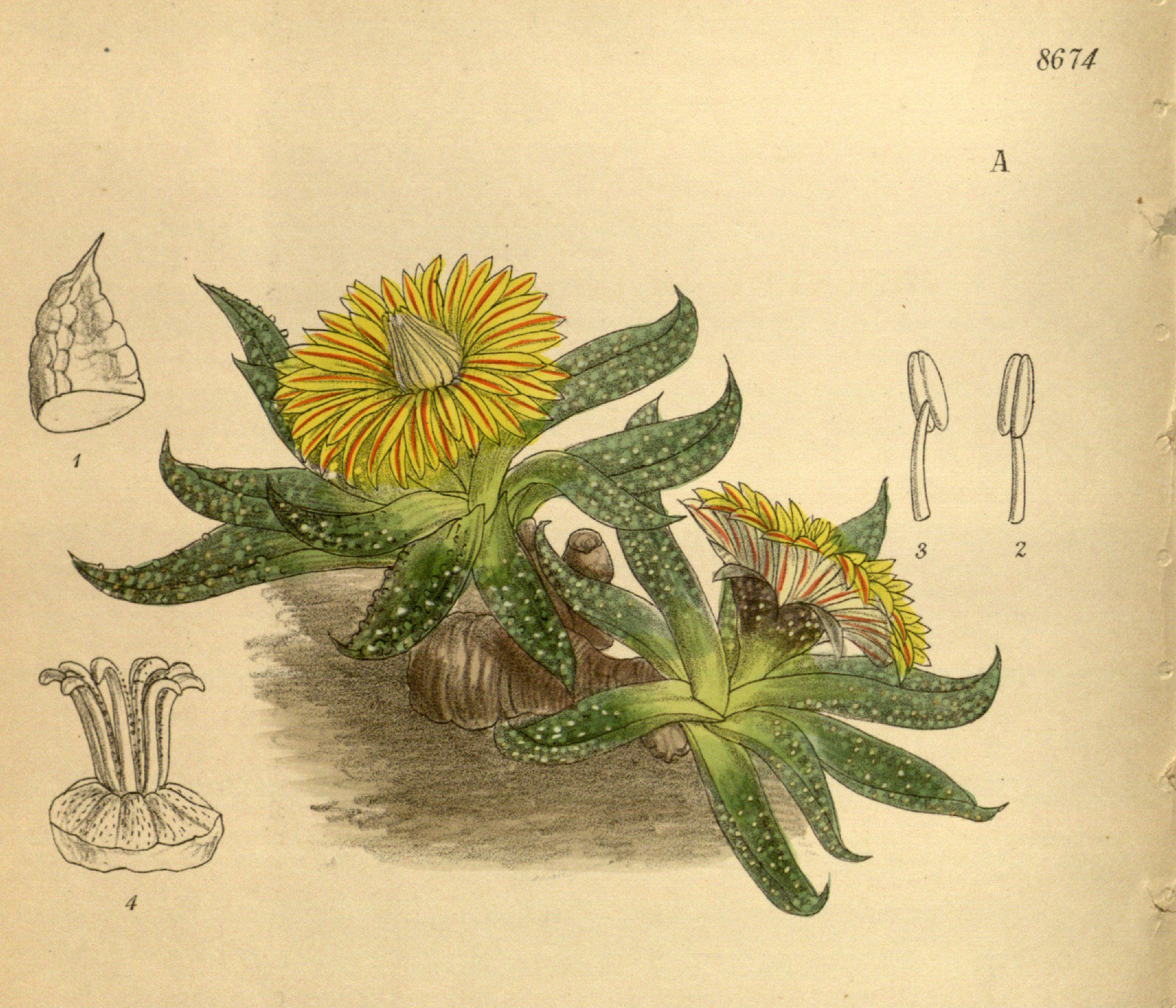
Illustration von Nananthus vittatus

### Vegetative Merkmale
Die Mitglieder der Unterfamilie Ruschioideae sind ausdauernde und nur selten einjährige Pflanzen. Ihre sukkulenten Laubblätter sind in der Regel zylindrisch oder dreieckig und nur selten flach. Die Epidermis enthält selten deutliche Blasenzellen und ist für gewöhnlich xeromorph.

### Generative Merkmale
Die Kronblätter sind staminodialen Ursprungs. Die Plazenta ist basal oder parietal angeordnet, der Fruchtknoten unterständig. Die Nektarien sind lophomorph, d. h. kammförmig. Sie sind entweder voneinander getrennt oder bilden einen Ring. Selten sind die Drüsen abgeflacht.
Die Früchte sind hygrochastische Kapselfrüchte mit Quellleisten meist valvaren Ursprungs und mit nur einem kleinen septalen Anteil in der Nähe des äußeren Kapselrandes, die nie bis zur Mitte der Kapselfrucht reichen. Meist sind Fächerdecken und zusätzliche Verschlusskörper vorhanden.

### Zytologie
Die Chromosomengrundzahl beträgt x = 9.

## Vorkommen
Die Unterfamilie Ruschioideae ist in den südlichen Gebiet von Australien, in Botswana, Chile, Eswatini, Lesotho, Namibia, Neuseeland und Südafrika verbreitet. Außerdem kommen Vertreter der Unterfamilie auf den Kanalinseln, im Süden Englands, in Südeuropa, an der Südküste des Mittelmeers, in Kalifornien, den Vereinigten Staaten und wahrscheinlich weiteren Gebieten vor.
Der Großteil der Gattungen wächst in Winterregengebieten mit weniger als 300 Millimeter Niederschlag im Jahr. Eine begrenzte Zahl ist in Gebieten mit bimodalem Niederschlag beheimatet. Einige wachsen in Sommerregengebieten.

## Systematik

### Taxonomie
Die Unterfamilie Ruschioideae wurde erstmals 1947 von Gustav Schwantes in System der Mesembryanthemaceen. In: Sukkulentenkunde. Band 1, 1947, Seite 39 veröffentlicht. Da jedoch eine lateinische Diagnose fehlte, war der Name gemäß den Regeln des Internationalen Codes der Botanischen Nomenklatur ungültig veröffentlicht. Eine lateinische Diagnose wurde 1962 von Hans-Dieter Ihlenfeldt, Gustav Schwantes und Herbert Straka (1920–2009) veröffentlicht. Die Typusgattung der Unterfamilie ist die Gattung Ruschia.
Synonyme für Ruschioideae Schwantes (1947, nom. inval.) sind Caryotophoroideae Ihlenf., Schwantes & Straka (1960, nom. inval.), Hymenogynoideae Schwantes (1957, nom. inval.), Hymenogynoideae Schwantes (1962) und Lofomorfoideae Rappa & Camarrone (1953).

### Äußere Systematik
Die Ruschioideae sind eine der vier Unterfamilien der Familie der Mittagsblumengewächse (Aizoaceae) innerhalb der Ordnung der Nelkenartigen (Caryophyllales). Die Unterfamilie unterscheidet sich durch wandständige (parietale) bis basale Plazentation, kammförmige Nektarien und vermutlich die freien Kelchblätter und Kronblätter von den anderen Unterfamilien. Nur in dieser Unterfamilie ist eine feste, xeromorphe Epidermis vorhanden.
Phylogenetische Untersuchungen durch Cornelia Klak und Mitarbeitern aus dem Jahr 2003 offenbarten folgende Verwandtschaftsverhältnisse innerhalb der Familie der Aizoaceae:
|  | Apatesieae                                                  |
|  |                                                             |
|  | \| \| Dorotheantheae \| \| \| \| \| \| Ruschiae \| \| \| \| |
|  |                                                             |
|  | Dorotheantheae                                              |
|  |                                                             |
|  | Ruschiae                                                    |
|  |                                                             |

|  | Dorotheantheae |
|  |                |
|  | Ruschiae       |
|  |                |

|  | Apatesieae                                                  |
|  |                                                             |
|  | \| \| Dorotheantheae \| \| \| \| \| \| Ruschiae \| \| \| \| |
|  |                                                             |
|  | Dorotheantheae                                              |
|  |                                                             |
|  | Ruschiae                                                    |
|  |                                                             |

|  | Dorotheantheae |
|  |                |
|  | Ruschiae       |
|  |                |

|  | Apatesieae                                                  |
|  |                                                             |
|  | \| \| Dorotheantheae \| \| \| \| \| \| Ruschiae \| \| \| \| |
|  |                                                             |
|  | Dorotheantheae                                              |
|  |                                                             |
|  | Ruschiae                                                    |
|  |                                                             |

|  | Dorotheantheae |
|  |                |
|  | Ruschiae       |
|  |                |

|  | Apatesieae                                                  |
|  |                                                             |
|  | \| \| Dorotheantheae \| \| \| \| \| \| Ruschiae \| \| \| \| |
|  |                                                             |
|  | Dorotheantheae                                              |
|  |                                                             |
|  | Ruschiae                                                    |
|  |                                                             |

|  | Dorotheantheae |
|  |                |
|  | Ruschiae       |
|  |                |

|  | Apatesieae                                                  |
|  |                                                             |
|  | \| \| Dorotheantheae \| \| \| \| \| \| Ruschiae \| \| \| \| |
|  |                                                             |
|  | Dorotheantheae                                              |
|  |                                                             |
|  | Ruschiae                                                    |
|  |                                                             |

|  | Dorotheantheae |
|  |                |
|  | Ruschiae       |
|  |                |

|  | Apatesieae                                                  |
|  |                                                             |
|  | \| \| Dorotheantheae \| \| \| \| \| \| Ruschiae \| \| \| \| |
|  |                                                             |
|  | Dorotheantheae                                              |
|  |                                                             |
|  | Ruschiae                                                    |
|  |                                                             |

|  | Dorotheantheae |
|  |                |
|  | Ruschiae       |
|  |                |

|  | Apatesieae                                                  |
|  |                                                             |
|  | \| \| Dorotheantheae \| \| \| \| \| \| Ruschiae \| \| \| \| |
|  |                                                             |
|  | Dorotheantheae                                              |
|  |                                                             |
|  | Ruschiae                                                    |
|  |                                                             |

|  | Dorotheantheae |
|  |                |
|  | Ruschiae       |
|  |                |

|  | Apatesieae                                                  |
|  |                                                             |
|  | \| \| Dorotheantheae \| \| \| \| \| \| Ruschiae \| \| \| \| |
|  |                                                             |
|  | Dorotheantheae                                              |
|  |                                                             |
|  | Ruschiae                                                    |
|  |                                                             |

|  | Dorotheantheae |
|  |                |
|  | Ruschiae       |
|  |                |

|  | Apatesieae                                                  |
|  |                                                             |
|  | \| \| Dorotheantheae \| \| \| \| \| \| Ruschiae \| \| \| \| |
|  |                                                             |
|  | Dorotheantheae                                              |
|  |                                                             |
|  | Ruschiae                                                    |
|  |                                                             |

|  | Dorotheantheae |
|  |                |
|  | Ruschiae       |
|  |                |

|  | Apatesieae                                                  |
|  |                                                             |
|  | \| \| Dorotheantheae \| \| \| \| \| \| Ruschiae \| \| \| \| |
|  |                                                             |
|  | Dorotheantheae                                              |
|  |                                                             |
|  | Ruschiae                                                    |
|  |                                                             |

|  | Dorotheantheae |
|  |                |
|  | Ruschiae       |
|  |                |

|  | Apatesieae                                                  |
|  |                                                             |
|  | \| \| Dorotheantheae \| \| \| \| \| \| Ruschiae \| \| \| \| |
|  |                                                             |
|  | Dorotheantheae                                              |
|  |                                                             |
|  | Ruschiae                                                    |
|  |                                                             |

|  | Dorotheantheae |
|  |                |
|  | Ruschiae       |
|  |                |

|  | Apatesieae                                                  |
|  |                                                             |
|  | \| \| Dorotheantheae \| \| \| \| \| \| Ruschiae \| \| \| \| |
|  |                                                             |
|  | Dorotheantheae                                              |
|  |                                                             |
|  | Ruschiae                                                    |
|  |                                                             |

|  | Dorotheantheae |
|  |                |
|  | Ruschiae       |
|  |                |

|  | Apatesieae                                                  |
|  |                                                             |
|  | \| \| Dorotheantheae \| \| \| \| \| \| Ruschiae \| \| \| \| |
|  |                                                             |
|  | Dorotheantheae                                              |
|  |                                                             |
|  | Ruschiae                                                    |
|  |                                                             |

|  | Dorotheantheae |
|  |                |
|  | Ruschiae       |
|  |                |

|  | Apatesieae                                                  |
|  |                                                             |
|  | \| \| Dorotheantheae \| \| \| \| \| \| Ruschiae \| \| \| \| |
|  |                                                             |
|  | Dorotheantheae                                              |
|  |                                                             |
|  | Ruschiae                                                    |
|  |                                                             |

|  | Dorotheantheae |
|  |                |
|  | Ruschiae       |
|  |                |

|  | Apatesieae                                                  |
|  |                                                             |
|  | \| \| Dorotheantheae \| \| \| \| \| \| Ruschiae \| \| \| \| |
|  |                                                             |
|  | Dorotheantheae                                              |
|  |                                                             |
|  | Ruschiae                                                    |
|  |                                                             |

|  | Dorotheantheae |
|  |                |
|  | Ruschiae       |
|  |                |

|  | Apatesieae                                                  |
|  |                                                             |
|  | \| \| Dorotheantheae \| \| \| \| \| \| Ruschiae \| \| \| \| |
|  |                                                             |
|  | Dorotheantheae                                              |
|  |                                                             |
|  | Ruschiae                                                    |
|  |                                                             |

|  | Dorotheantheae |
|  |                |
|  | Ruschiae       |
|  |                |

### Innere Systematik
Die Unterfamilie Ruschioideae wird in drei Tribus unterteilt:
Tribus Apatesieae Schwantes ex Ihlenf., Schwantes & Straka

Die Pflanzen sind einjährig bis ausdauernd. Ihre Laubblätter sind in der Regel flach. Deutliche Blasenzellen sind nur entlang der Blattränder vorhanden. Das Nektarium der Blüten ist breit, flach und ringförmig. Die Früchte besitzen zurückgebildetes Quellgewebe, das bis in die Teilfrüchte vordringt.
Tribus Dorotheantheae (Schwantes ex Ihlenf. & Struck) Chess., Gideon F.Sm. & A.E.van Wyk

Die Pflanzen sind einjährig. ihre Laubblätter flach. Deutliche Blasenzellen sind auf der gesamten Blattoberfläche vorhanden. Das segmentierte Nektarium der Blüten ist breit, flach und ringförmig. Die Früchte besitzen zurückgebildetes Quellgewebe, das bis in die Teilfrüchte vordringt.
Tribus Ruschiae

Die Pflanzen sind ausdauernd mit holzigen Trieben. Ihre Laubblätter sind zylindrisch oder dreieckig und an der Basis oft zu einer Scheide verwachsen. Die Epidermis ist xeromorph und enthält nur selten deutliche Blasenzellen. Die Blüten besitzen kammförmige Nektarien, die entweder getrennt voneinander sind oder einen Ring bilden. Die Kapselfrüchte sind hygrochastisch und nur sehr selten xerochasisch.

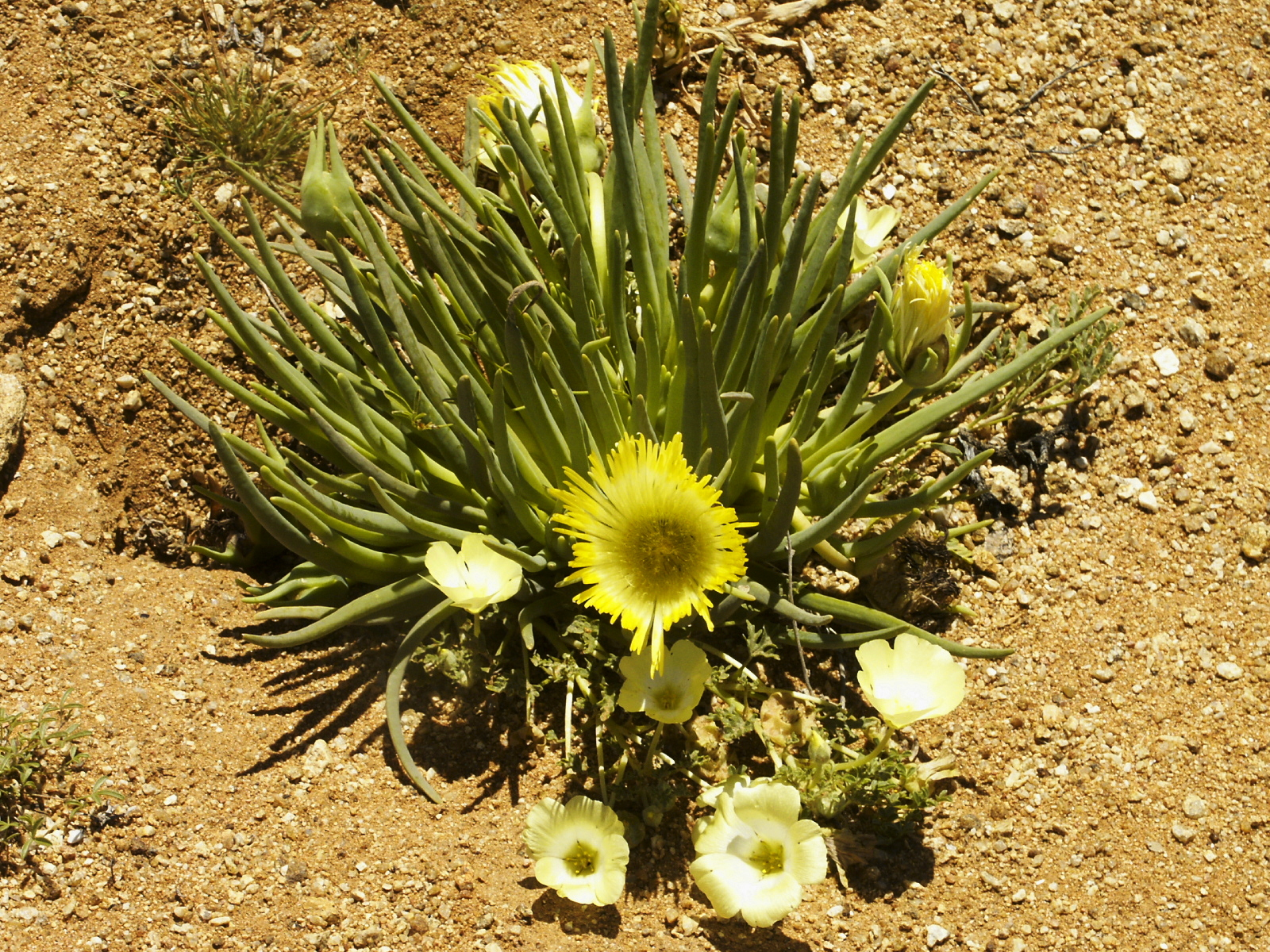
Conicosia pugioniformis aus der Tribus Apatesieae

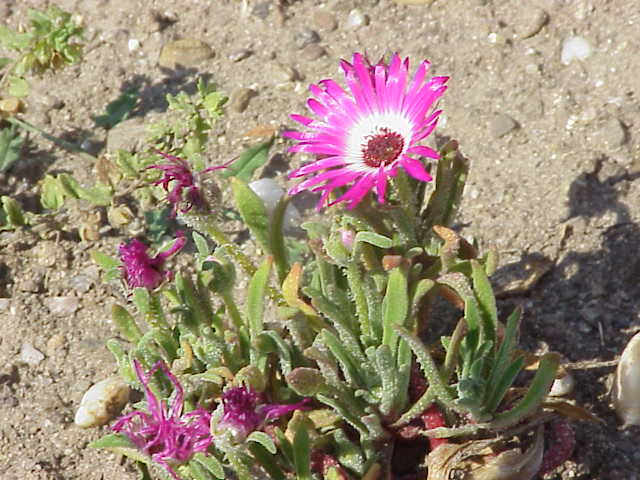
Dorotheanthus bellidiformis aus der Tribus Dorotheantheae

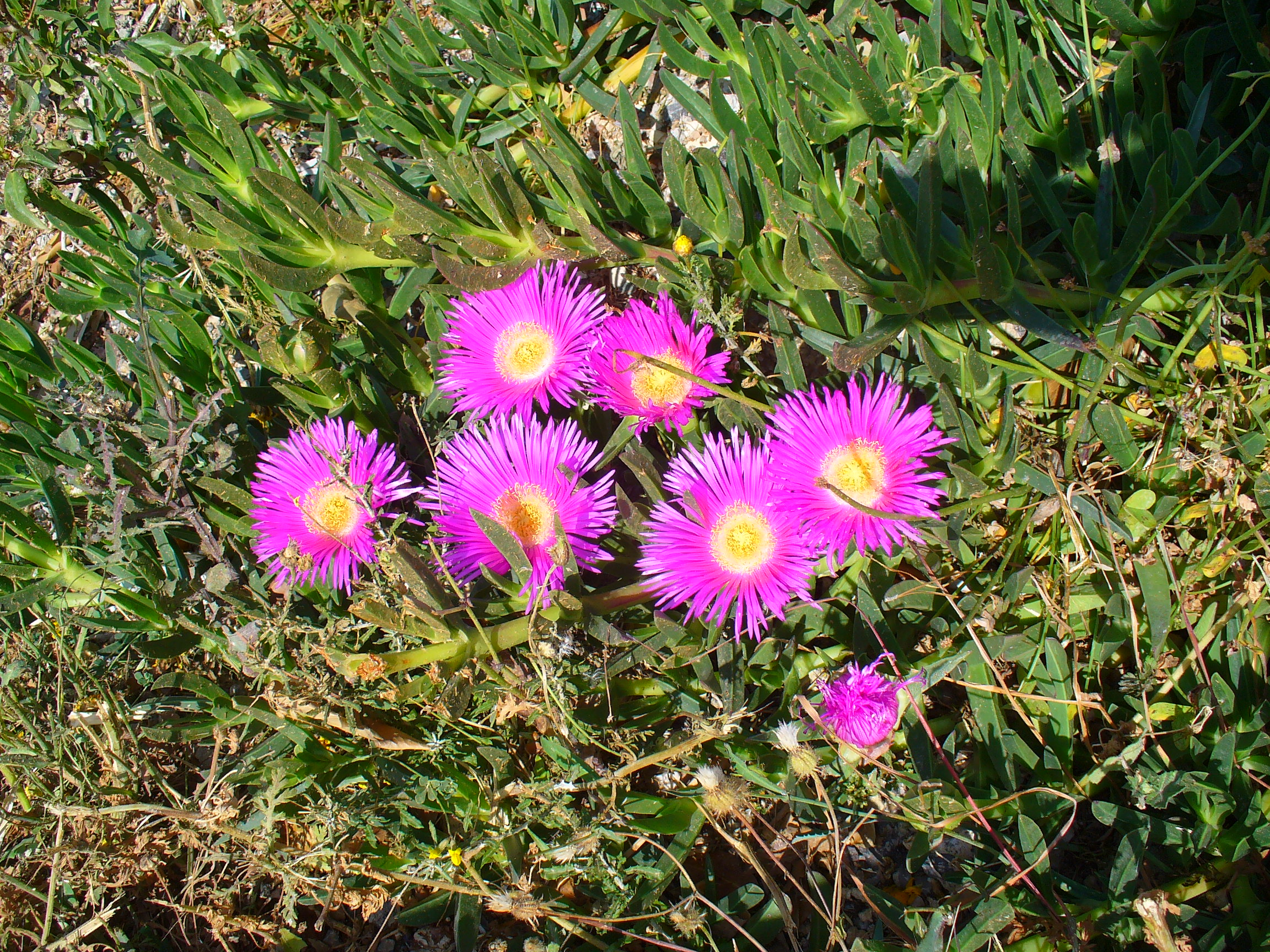
Carpobrotus edulis aus der Tribus Ruschieae

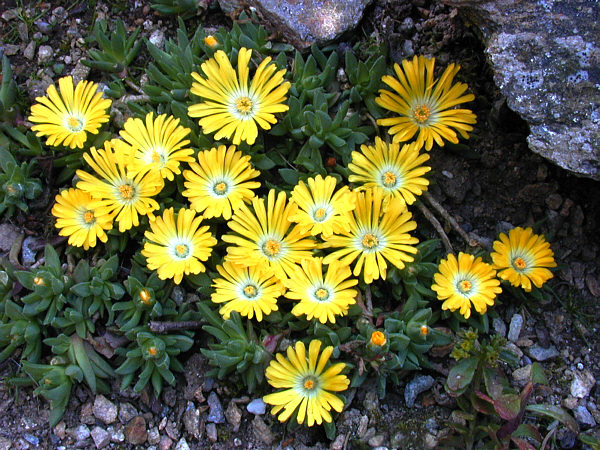
Delosperma congestum aus der Tribus Ruschieae

Den Tribus werden folgenden Gattungen zugeordnet:
- Tribus Apatesieae Schwantes ex Ihlenf., Schwantes & Straka:
  - Apatesia N.E.Br.
  - Carpanthea N.E.Br.
  - Caryotophora Leistner
  - Conicosia N.E.Br.
  - Hymenogyne Haw.
  - Saphesia N.E.Br.
  - Skiatophytum L.Bolus
- Tribus Dorotheantheae (Schwantes ex Ihlenf. & Struck) Chess., Gideon F.Sm. & A.E.van Wyk:
  - Aethephyllum N.E.Br.
  - Cleretum N.E.Br.
  - Dorotheanthus Schwantes
- Tribus Ruschieae:
  - Acrodon N.E.Br.
  - Aloinopsis Schwantes
  - Amphibolia L.Bolus ex A.G.J.Herre
  - Antegibbaeum Schwantes ex C.Weber: Es gibt nur eine Art:
    - Antegibbaeum fissoides (Haw.) C.Weber: Dieser Endemit kommt nur in der westlichen Kleinen Karoo vom Touws River bis Barrydale im Westkap vor.[5]

  - Antimima N.E.Br.
  - Arenifera A.G.J.Herre
  - Argyroderma N.E.Br.
  - Astridia Dinter & Schwantes
  - Bergeranthus Schwantes
  - Bijlia N.E.Br.
  - Braunsia Schwantes
  - Calamophyllum Schwantes
  - Carpobrotus N.E.Br.
  - Carruanthus (Schwantes) Schwantes
  - Cephalophyllum N.E.Br.
  - Cerochlamys N.E.Br.
  - Chasmatophyllum (Schwantes) Dinter & Schwantes
  - Cheiridopsis N.E.Br.
  - Circandra N.E.Br.: Es gibt nur eine Art:
    - Circandra serrata (L.) N.E.Br.: Sie war 1913 das letzte Mal gesammelt worden und man glaubte sie sei ausgestorben. Ihre Fundorte gingen durch Wein- und Obstanbauflächen verloren. Sie wurde aber in Tulbagh im Westkap wiedergefunden, dies ist allerdings ihr einziger rezenter Fundort. Die Bestände gehen zurück und deshalb wir diese Art in der Roten Liste der gefährdeten Pflanzenarten Südafrikas 2006 als CR = „Critically Endangered“ = „vom Aussterben bedroht“ bewertet.[6]

  - Conophytum N.E.Br.
  - Corpuscularia Schwantes
  - Cylindrophyllum Schwantes
  - Delosperma N.E.Br. (Syn.: Ectotropis N.E.Br.)
  - Dicrocaulon N.E.Br.
  - Didymaotus N.E.Br.: Es gibt nur eine Art:
    - Didymaotus lapidiformis N.E.Br.

  - Dinteranthus Schwantes
  - Diplosoma Schwantes
  - Disphyma N.E.Br.
  - Dracophilus (Schwantes) Dinter & Schwantes
  - Drosanthemum Schwantes
  - Eberlanzia Schwantes
  - Ebracteola Dinter & Schwantes
  - Enarganthe N.E.Br.: Es gibt nur eine Art:
    - Enarganthe octonaria (L.Bolus) N.E.Br.

  - Erepsia N.E.Br.
  - Esterhuysenia L.Bolus
  - Faucaria Schwantes
  - Fenestraria N.E.Br.: Es gibt nur eine Art:
    - Fenestraria rhopalophylla N.E.Br.

  - Frithia N.E.Br.
  - Gibbaeum N.E.Br.
  - Hallianthus H.E.K.Hartmann: Es gibt nur eine Art:
    - Hallianthus planus (L.Bolus) H.E.K.Hartmann

  - Hammeria P.M.Burgoyne
  - Hartmanthus S.A.Hammer
  - Hereroa (Schwantes) Dinter & Schwantes
  - Ihlenfeldtia H.E.K.Hartmann
  - Jacobsenia L.Bolus & Schwantes
  - Jensenobotrya A.G.J.Herre: Es gibt nur eine Art:
    - Jensenobotrya lossowiana A.G.J.Herre

  - Jordaaniella H.E.K.Hartmann
  - Juttadinteria Schwantes
  - Khadia N.E.Br.
  - Lampranthus N.E.Br.
  - Lapidaria (Schwantes) Dinter & Schwantes: Es gibt nur eine Art:
    - Lapidaria margaretae Dinter & Schwantes

  - Leipoldtia L.Bolus
  - Lithops N.E.Br.
  - Machairophyllum Schwantes
  - Malephora N.E.Br.
  - Marlothistella Schwantes
  - Mestoklema N.E.Br. ex Glen
  - Meyerophytum Schwantes
  - Mitrophyllum Schwantes
  - Monilaria Schwantes
  - Mossia N.E.Br.
  - Muiria N.E.Br.: Es gibt nur eine Art:
    - Muiria hortenseae N.E.Br.

  - Namaquanthus L.Bolus
  - Namibia (Schwantes) Dinter & Schwantes
  - Nananthus N.E.Br.
  - Nelia Schwantes
  - Neohenricia L.Bolus
  - Octopoma N.E.Br.
  - Odontophorus N.E.Br.
  - Oophytum N.E.Br.
  - Orthopterum L.Bolus
  - Oscularia Schwantes
  - Ottosonderia L.Bolus
  - Peersia L.Bolus
  - Phyllobolus N.E.Br.
  - Pleiospilos N.E.Br.
  - Polymita N.E.Br.
  - Prepodesma Dinter & Schwantes
  - Psammophora N.E.Br.
  - Rabiea N.E.Br.
  - Rhinephyllum N.E.Br.
  - Rhombophyllum (Schwantes) Schwantes
  - Ruschia Schwantes
  - Ruschianthemum Friedrich
  - Ruschianthus L.Bolus
  - Sarcozona J.M.Black
  - Schlechteranthus Schwantes
  - Schwantesia Dinter
  - Scopelogena L.Bolus
  - Smicrostigma N.E.Br.
  - Stayneria L.Bolus
  - Stoeberia Dinter & Schwantes
  - Stomatium Schwantes
  - Tanquana H.E.K.Hartmann & Liede
  - Titanopsis Schwantes
  - Trichodiadema Schwantes
  - Vanheerdea L.Bolus ex H.E.K.Hartmann
  - Vanzijlia L.Bolus
  - Vlokia S.A.Hammer: Es gibt nur eine Art:
    - Vlokia ater S.A.Hammer

  - Wooleya L.Bolus
  - Zeuktophyllum N.E.Br.

### Botanische Geschichte
Gustav Schwantes unternahm 1947 und 1957 die ersten Bemühungen die Unterfamilie in Tribus zu untergliedern. 1971 hatte er die Ruschioideae in fünf Tribus und 22 Subtribus unterteilt. Heidrun E. K. Hartmann ersetzte diese in den Jahren 1988, 1991, 1998 durch zwölf informelle Gruppen ohne formale Klassifikation.
Aufgrund von Untersuchungen an den Nektarien der Blüten erkannten Pascale Chesselet, Gideon Francois Smith und Abraham Erasmus van Wyk im Jahr 2002 die Tribus Apatesieae, Dorotheantheae, Delospermeae und Ruschieae an. Phylogenetische Untersuchungen durch Cornelia Klak und Mitarbeiter führten 2003 zu einer um die Mitglieder der Tribus Delospermeae erweiterte Tribus Ruschieae.

## Weiterführende Literatur
- Cornelia Klak, Peter V. Bruyns: Phylogeny of the Dorotheantheae (Aizoaceae), a tribe of succulent annuals. In: Taxon. Band 61, Nr. 2, 2012, S 293–307 (doi:10.1002/tax.612002, JSTOR).